# 君ヲ想フ
「君ヲ想フ」（きみをおもう）は、元ちとせの2枚目のシングル。2002年5月22日発売。発売元はエピックレコードジャパン。
カップリングの「BLUE」はJoni Mitchellのカバー。

## 収録曲
1. 君ヲ想フ
（作詞:元ちとせ・HUSSY-R、作曲:ハシケン、編曲：間宮工）
2. おやすみ
（作詞:HUSSY-R、作曲・編曲:間宮工）
3. BLUE
（作詞・作曲:Joni Mitchell、編曲:間宮工）

## 収録アルバム
君ヲ想フ
- ハイヌミカゼ
- 完全収録ライヴCD 元ちとせ「冬のハイヌミカゼ」 （ライブバージョン）
- 語り継ぐこと

おやすみ
※アルバム未収録
　BLUE
- Occident